# MVP Szwedzkiej Ligi Koszykówki
MVP Szwedzkiej Ligi Koszykówki, wcześniej MVP Basketligan – nagroda przyznawana co sezon przez Szwedzką Ligę Koszykówki najlepszemu zawodnikowi rozgrywek zasadniczych ligi. Jej laureat jest wyłaniany na podstawie głosowania wszystkich trenerów ligi.

## Laureaci
(X) – Cyfra w nawiasie oznacza kolejną nagrodę, przyznaną temu samemu koszykarzowi

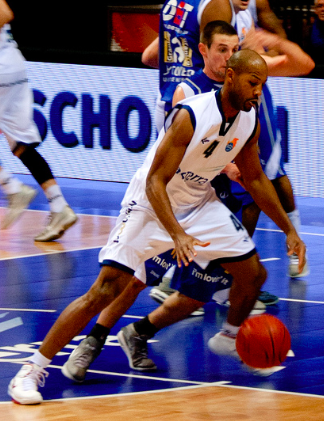
Alex Wesby – zwycięzca z sezonu 2010/2011

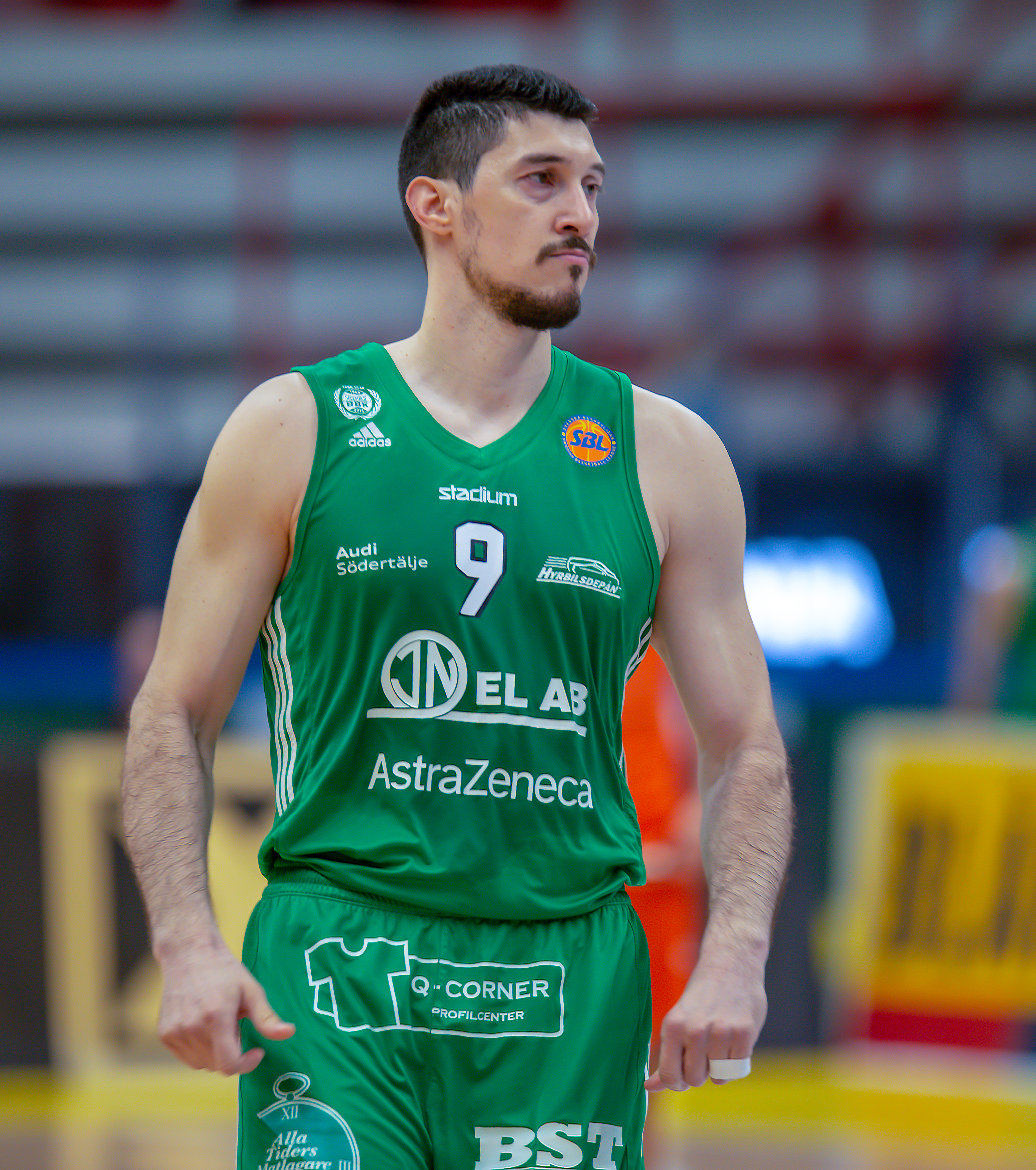
Toni Bizaca zdobył nagrodę dwa razy z rzędu w 2013 i 2014

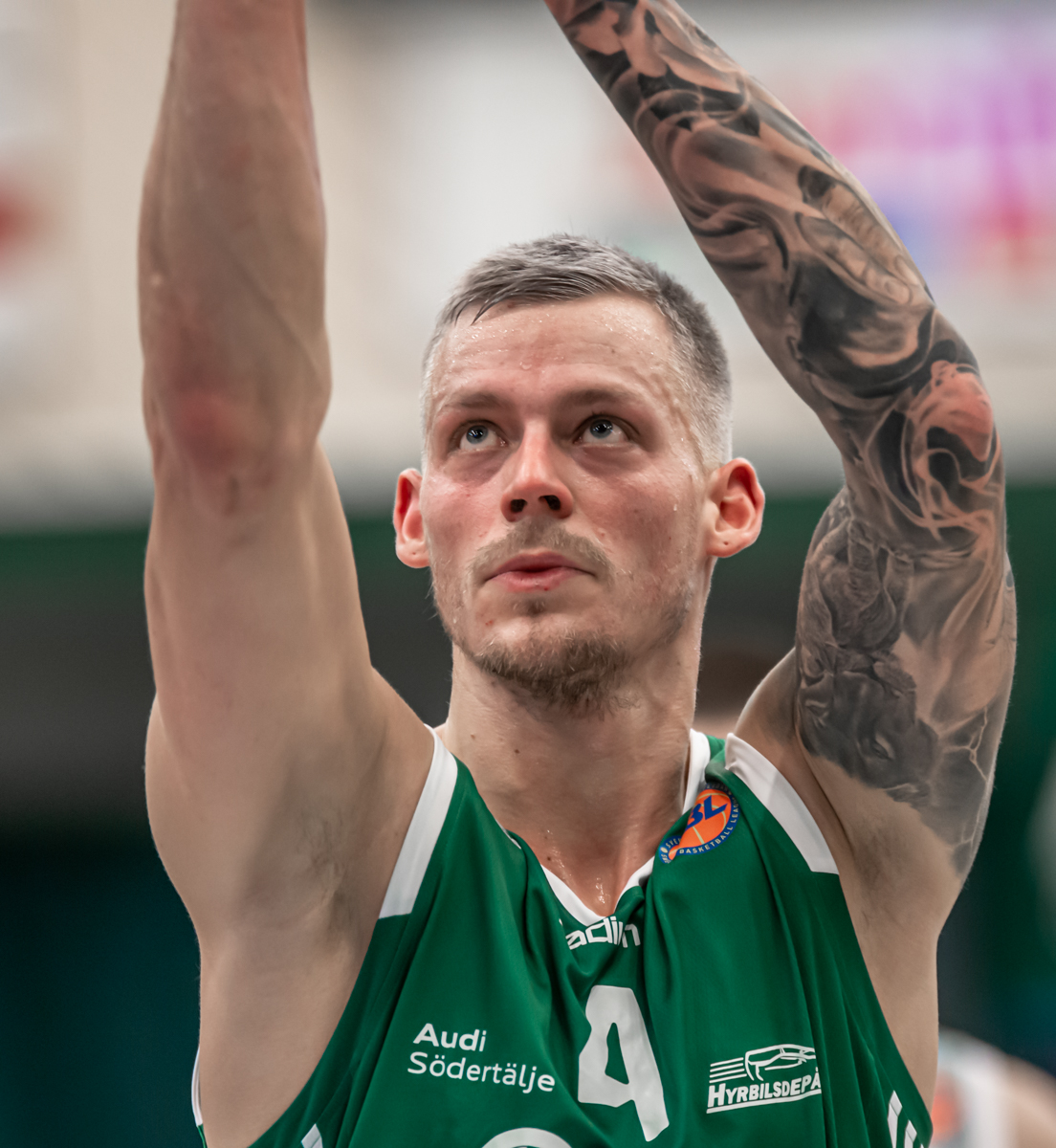
Viktor Gaddefors – laureat nagrody z 2021

| Sezon   | Zawodnik            | Poz. | Narodowość        | Zespół              | Przy.  |
| ------- | ------------------- | ---- | ----------------- | ------------------- | ------ |
| 2000–01 | Fred Drains         | F    | Szwecja           | Norrköping Dolphins | [ 1 ]  |
| 2001–02 | Fred Drains (2)     | F    | Szwecja           | Norrköping Dolphins | [ 1 ]  |
| 2002–03 | Eric Talyor         | G    | Stany Zjednoczone | Solna Vikings       | [ 1 ]  |
| 2003–04 | Gee Gervin          | G    | Stany Zjednoczone | Norrköping Dolphins | [ 1 ]  |
| 2004–05 | Fred Drains (3)     | F    | Szwecja           | Plannja Basket      | [ 1 ]  |
| 2005–06 | Derrick Tarver      | G    | Stany Zjednoczone | Solna Vikings       | [ 1 ]  |
| 2006–07 | Fred Drains (4)     | F    | Szwecja           | Plannja Basket      | [ 1 ]  |
| 2007–08 | Joakim Kjellbom     | C    | Szwecja           | Sundsvall Dragons   | [ 1 ]  |
| 2008–09 | Lesli Myrthil       | F    | Szwecja           | Solna Vikings       | [ 1 ]  |
| 2009–10 | Joakim Kjellbom (2) | C    | Szwecja           | Norrköping Dolphins | [ 1 ]  |
| 2010–11 | Alex Wesby          | SG   | Stany Zjednoczone | Sundsvall Dragons   | [ 2 ]  |
| 2011–12 | Johnell Smith       | PG   | Stany Zjednoczone | Södertälje Kings    | [ 3 ]  |
| 2012–13 | Toni Bizaca         | SF   | Chorwacja         | Södertälje Kings    | [ 4 ]  |
| 2013–14 | Toni Bizaca (2)     | SF   | Chorwacja         | Södertälje Kings    | [ 5 ]  |
| 2014–15 | John Roberson       | PG   | Stany Zjednoczone | Södertälje Kings    | [ 6 ]  |
| 2015–16 | Joakim Kjellbom (3) | C    | Szwecja           | Norrköping Dolphins | [ 7 ]  |
| 2016–17 | Joakim Kjellbom (4) | C    | Szwecja           | Norrköping Dolphins |        |
| 2017–18 | Joakim Kjellbom (5) | C    | Szwecja           | Norrköping Dolphins |        |
| 2018–19 | Nimrod Hilliard IV  | PG   | Stany Zjednoczone | Borås Basket        |        |
| 2019–20 | Brandon Rozzell     | PG   | Stany Zjednoczone | BC Luleå            |        |
| 2020–21 | Viktor Gaddefors    | F    | Szwecja           | Södertälje BBK      | [ 8 ]  |
| 2021–22 | C.J Wilson          | G    | Stany Zjednoczone | Jämtland Basket     | [ 9 ]  |
| 2022–23 | Gustav Hansson      | PG   | Szwecja           | Umeå BSKT           | [ 10 ] |